# Intel HD Graphics

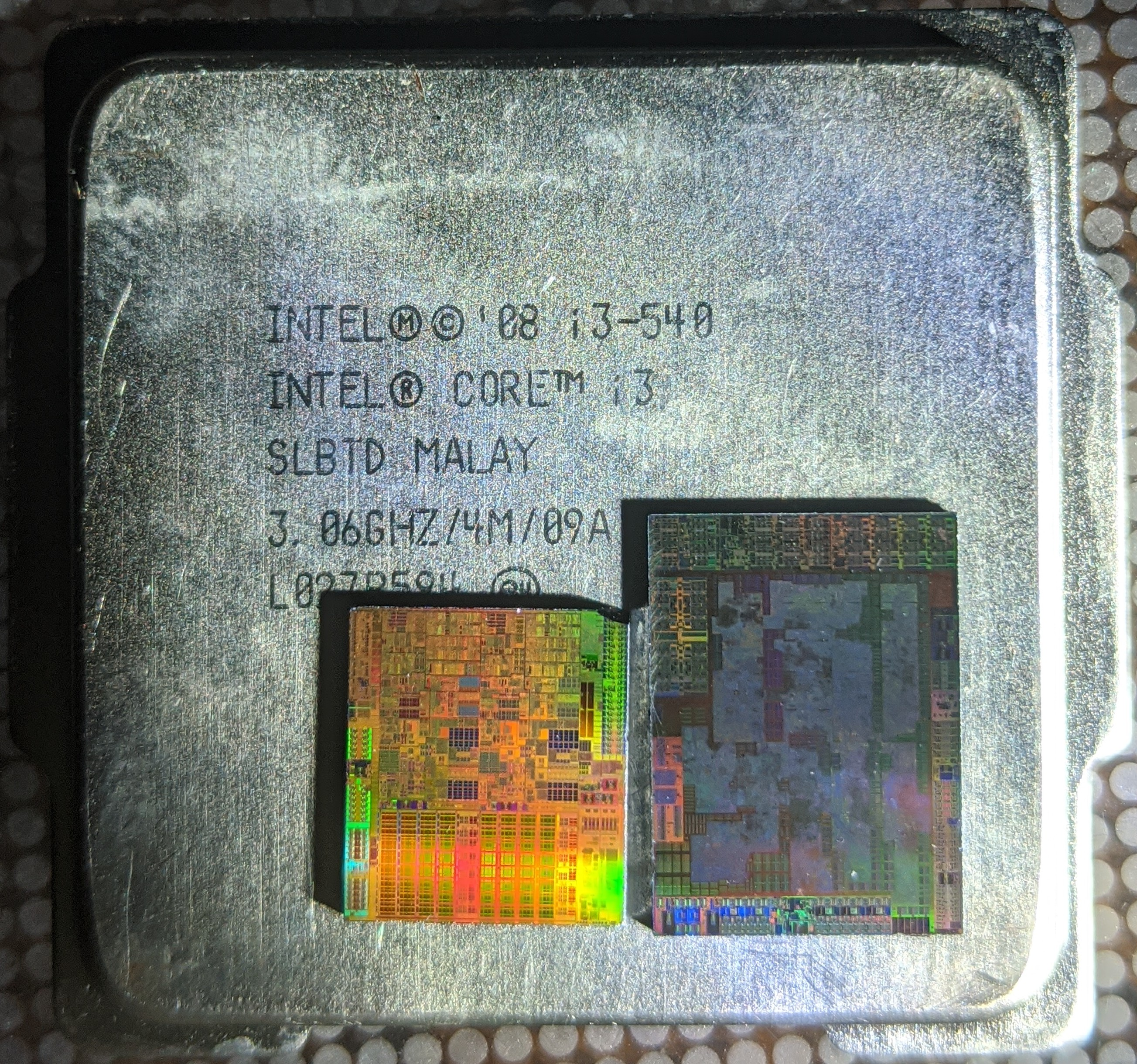
Na imagem, o núcleo de CPU integrado às inéditas matrizes gráficas do processador Intel i3-540. O modelo faz parte da primeira geração da linha "Core", a qual introduziu e popularizou a nova linha de GPUs integradas da empresa, que apresentaram ganhos consideráveis de desempenho em comparação aos modelos anteriores.

Intel HD Graphics é uma série de processadores gráficos integrados da Intel que são fabricados no mesmo chip que o processador, juntos formando uma unidade de processamento acelerado.

## História
Antes da introdução da Intel HD Graphics, gráficos integrados Intel foram construídos em northbridge da placa-mãe . Isto incluiu a Intel Extreme Graphics e Intel Graphics Media Accelerator. Como parte do projeto Platform Controller Hub (PCH), o northbridge foi eliminado e processamento gráfico foi transferido para a unidade de processamento central (CPU).
As soluções anteriores gráficos Intel tinha uma reputação de falta de desempenho e recursos e, portanto, eles foram considerados como não ser uma boa escolha para aplicações gráficas mais exigentes. As melhorias trazidas pela Intel HD Graphics fez os produtos competem com adaptadores gráficos integrados por outros fabricantes.
Em janeiro de 2010, os processadores Clarkdale e Arrandale foram liberados com Ironlake HD Graphics, e marcados como Celeron, Pentium ou Core.
Em janeiro de 2011, os processadores Sandy Bridge foram lançados, introduzindo a "segunda geração" HD Graphics:
| HD Graphics      | seis unidades de execução                                              |
| HD Graphics 2000 | seis unidades de execução e de decodificação de vídeo offload          |
| HD Graphics 3000 | 12 unidades de execução e de decodificação de vídeo de descarregamento |

Em 24 de abril de 2012, Ivy Bridge foi lançado, a introdução da "terceira geração" HD Graphics:
| HD Graphics      | seis unidades de execução                                              |
| HD 2500 Gráficos | 6 unidades de execução e de decodificação de vídeo de descarregamento  |
| HD Graphics 4000 | 16 unidades de execução e de decodificação de vídeo de descarregamento |

Em 12 de setembro de 2012, Haswell foi anunciado, com 4 modelos:
| HD Graphics                                | GT1, seis unidades de execução |
| HD Graphics 4200, 4400, 4600, P4600, P4700 | GT2, unidades de execução 20 |
| HD 5000 Gráficos                           | GT3, 40 unidades de execução, o dobro do poder de HD4xxx desempenho para cargas de trabalho de computação limitados, 15W TDP SKUs                     |
| Iris Gráficos 5100                         | Igual a HD 5000 Graphics, 28W TDP SKUs |
| Iris Pro Gráficos 5200                     | GT3e, Igual ao anterior, mas com a adição de grande cache DRAM embutido para melhorar o desempenho de cargas de trabalho de largura de banda limitada |

Os 128 MB de DRAM incorporado está no mesmo pacote que a CPU, mas a fabricação die separado em um processo diferente. Intel chama isso de L4-cache que está disponível para ambos, CPU e GPU Crystalwell. Ele é conectado através de um novo estreito Serial Bus.

## Ivy Bridge
Ivy Bridge HD2500 e HD4000 chipse são anunciados como apoio de três monitores ativos, mas muitos usuários descobriram que isso não funciona para eles devido ao chipset que suporta somente dois monitores ativos em muitas configurações comuns. A razão para isso é que o chipset inclui apenas dois PLLs;. uma PLL gera um clock de pixel em uma determinada freqüência que é usado para sincronizar os horários de dados sendo transferidos entre o GPU e apresenta [3] Portanto, três monitores simultaneamente ativos só pode ser alcançado por uma configuração de hardware que requer apenas dois clocks de pixel único, tais como:
```
    Usando 2 ou 3 conexões 
DisplayPort
 ativos. DisplayPort requer apenas um único relógio de pixel para todas as conexões ativas, independentemente de quantos existem (o que não é o caso de conexões não-ativos, o que exigiria um relógio de pixel extra para cada conexão)
    Usando duas conexões não-DisplayPort do mesmo tipo de conexão (ou seja, 
HDMI
 + HDMI) e mesma frequência de clock (ou seja, conectado a dois monitores idênticos com a mesma resolução), de modo que um único relógio de pixel único poderá ser partilhado entre ambas as conexões.
    Usando o DisplayPort incorporado em uma CPU móvel, juntamente com quaisquer outras duas saídas.
```

## Haswell
ASRock Z87 placas-mãe suportam três monitores simultâneos. Asus H87 também é anunciado como o apoio de três monitores independentes ao mesmo tempo.
| Market   | Model number           | Tier | Execution units | eDRAM (MB) | Clock speed (MHz) | GFLOPS  |
| -------- | ---------------------- | ---- | --------------- | ---------- | ----------------- | ------- |
| Consumer | HD Graphics            | GT1  | 10              | –          | 1150              | 184     |
| Consumer | HD Graphics 4200       | GT2  | 20              | –          | 850               | 272     |
| Consumer | HD Graphics 4400       | GT2  | 20              | –          | 950–1150          | 304–368 |
| Consumer | HD Graphics 4600       | GT2  | 20              | –          | 900–1350          | 288–432 |
| Consumer | HD Graphics 5000       | GT3  | 40              | –          | 1000–1100         | 640–768 |
| Consumer | Iris Graphics 5100     | GT3  | 40              | –          | 1100–1200         | 704–768 |
| Consumer | Iris Pro Graphics 5200 | GT3e | 40              | 128        | 1200              | 832     |
| Server   | HD Graphics P4600      | GT2  | 20              | –          | 1200–1250         | 384–400 |
| Server   | HD Graphics P4700      | GT2  | 20              | –          | 1250–1300         | 400–416 |

## Broadwell
Anunciada em novembro de 2013
| Market   | Model number            | Tier | Execution units | eDRAM (MB) | Clock speed (MHz) | GFLOPS |
| -------- | ----------------------- | ---- | --------------- | ---------- | ----------------- | ------ |
| Consumer | HD Graphics             | GT1  | 12              | –          | 850               | 163.2  |
| Consumer | HD Graphics 5300        | GT2  | 24              | –          | 900               | 345.6  |
| Consumer | HD Graphics 5500        | GT2  | 24              | –          | 950               | 364.8  |
| Consumer | HD Graphics 5600        | GT2  | 24              | –          | 1050              | 403.2  |
| Consumer | HD Graphics 6000        | GT3  | 48              | –          | 1000              | 768    |
| Consumer | Iris Graphics 6100      | GT3  | 48              | –          | 1100              | 844.8  |
| Consumer | Iris Pro Graphics 6200  | GT3e | 48              | 128        | 1150              | 883.2  |
| Server   | HD Graphics P5700       | GT2  | 24              | –          | 1000              | 384    |
| Server   | Iris Pro Graphics P6300 | GT3e | 48              | 128        | 1150              | 883.2  |

## Skylake
Lançada em agosto de 2015.
| Market   | Model number           | Tier | Execution units | eDRAM (MB) | Clock speed (MHz) | GFLOPS |
| -------- | ---------------------- | ---- | --------------- | ---------- | ----------------- | ------ |
| Consumer | HD Graphics 510        | GT1  | 12              | –          | 950               | 182.4  |
| Consumer | HD Graphics 515        | GT2  | 24              | –          | 1000              | 384    |
| Consumer | HD Graphics 520        | GT2  | 24              | –          | 1050              | 403.2  |
| Consumer | HD Graphics 530        | GT2  | 24              | –          | 1150              | 441.6  |
| Consumer | Iris Graphics 540      | GT3e | 48              | 64         | 1050              | 806.4  |
| Consumer | Iris Graphics 550      | GT3e | 48              | 64         | 1100              | 844.8  |
| Consumer | Iris Pro Graphics 580  | GT4e | 72              | 128        | 1000              | 1152   |
| Server   | HD Graphics P530       | GT2  | 24              | –          | 1150              | 441.6  |
| Server   | Iris Pro Graphics P555 | GT3e | 48              | 128        | 1000              | 768    |
| Server   | Iris Pro Graphics P580 | GT4e | 72              | 128        | 1000              | 1152   |

## Kaby Lake
| Market   | Model number           | Tier | Execution units | eDRAM (MB) | Base clock (MHz) | Boost clock (MHz) | GFLOPS        | Used in                                                                 |
| -------- | ---------------------- | ---- | --------------- | ---------- | ---------------- | ----------------- | ------------- | ----------------------------------------------------------------------- |
| Consumer | HD Graphics 610        | GT1  | 12              | -          | 300−350          | 900−1100          | ≈ 200         | Desktop Celeron, Desktop Pentium G45**, i3-7101                         |
| Consumer | HD Graphics 615        | GT2  | 24              | −          | 300              | 900–1050          | 345.6 – 403.2 | m3-7Y30, i5-7Y54, i7-7Y75                                               |
| Consumer | HD Graphics 620        | GT2  | 24              | −          | 300              | 1000–1050         | 384 – 403.2   | i3-7100U, i5-7200U, i5-7300U, i7-7500U, i7-7600U                        |
| Consumer | HD Graphics 630        | GT2  | 24              | −          | 350              | 1000–1150         | 384 − 441.6   | Desktop Pentium G46**, i3, i5 and i7, and Laptop H-series i3, i5 and i7 |
| Consumer | Iris Plus Graphics 640 | GT3e | 48              | 64         | 300              | 950–1050          | 729.6 − 806.4 | i5-7260U, i5-7360U, i7-7560U, i7-7660U                                  |
| Consumer | Iris Plus Graphics 650 | GT3e | 48              | 64         | 300              | 1050–1150         | 806.4 − 883.2 | i3-7167U, i5-7267U, i5-7287U, i7-7567U                                  |